# 밀착형 이미지 센서

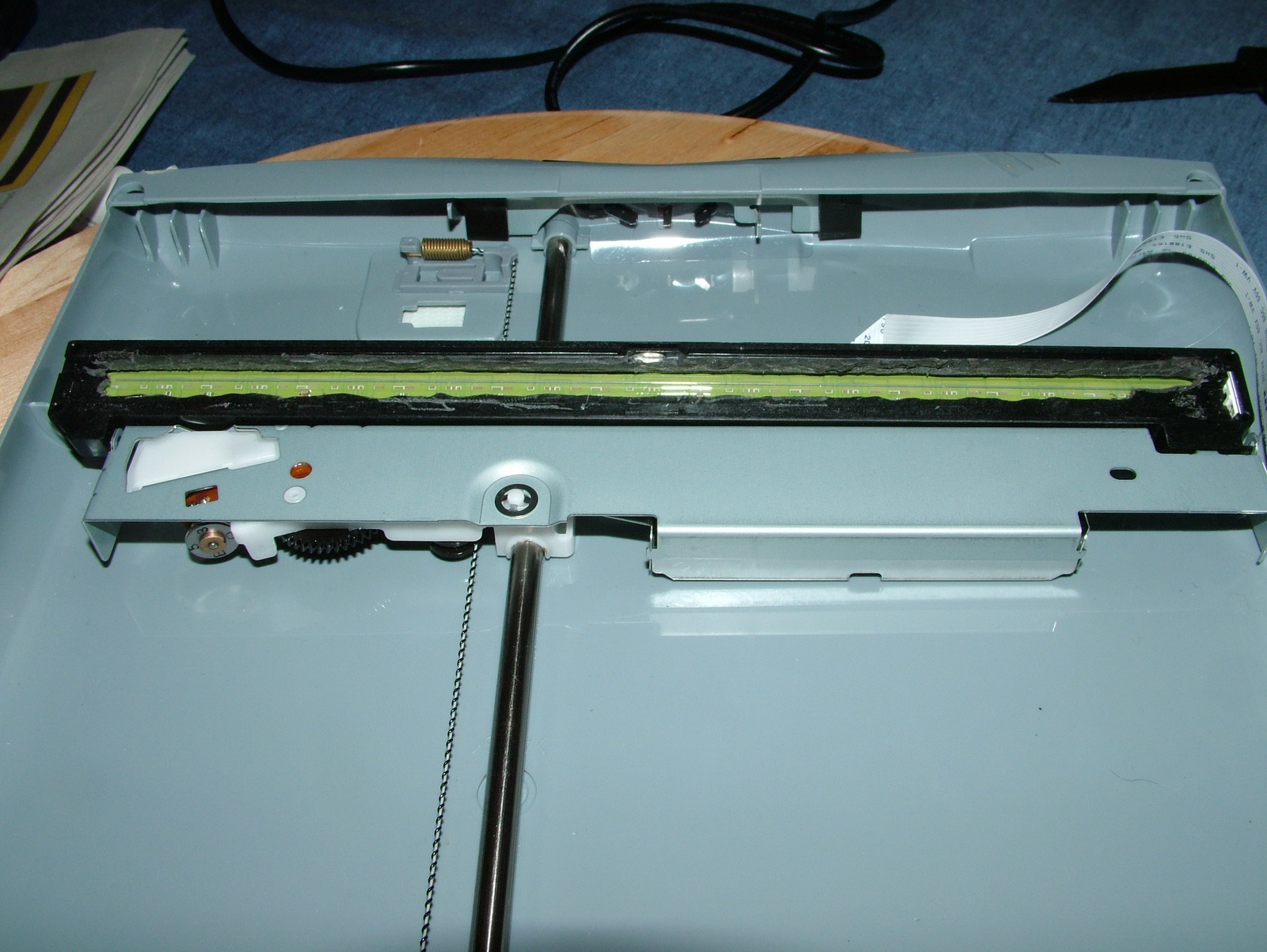
평판 스캐너의 CIS

밀착형 이미지 센서(Contact image sensor, CIS) 또는 밀착형 화상 감지기는 스캔할 물체와 거의 직접 접촉하는 평판 스캐너에 사용되는 이미지 센서이다. 스캐너에 자주 사용되는 다른 종류의 센서인 전하결합소자(CCD)는 거울을 사용하여 고정된 센서에 빛을 반사시킨다. CIS를 사용하는 스캐너는 CCD를 사용하는 스캐너보다 훨씬 작고 일반적으로 10분의 1의 전력을 사용하며 특히 USB를 통해 전원이 공급되는 저전력 및 휴대용 애플리케이션에 적합하다.
CIS는 일반적으로 초점 렌즈로 덮여 있고 측면에는 조명용 빨간색, 녹색, 파란색 LED가 있는 선형 감지기 배열로 구성된다. LED를 사용하면 CIS의 전력 효율성이 높아져 USB 연결을 통해 공급되는 최소 라인 전압을 통해 스캐너에 전원을 공급할 수 있다. CIS 장치는 일반적으로 CCD 장치에 비해 이미지 품질이 낮다. 특히 피사계 심도가 크게 제한되어 완벽하게 평평하지 않은 재료에 문제가 발생한다. 그러나 CIS 밀착형 센서는 CCD 라인 센서에 비해 크기가 작고 가벼우며, 필요한 모든 광학 요소를 컴팩트한 모듈에 담을 수 있어 스캐너 내부 구조를 단순화하는 데 도움이 된다. CIS 밀착형 센서를 사용하면 스캐너의 높이가 약 30mm에 불과해 휴대가 가능하다. CIS는 스캐너(특히 휴대용 스캐너), 전자사진기, 바코드 판독기, 광학 식별 기술에 널리 사용되는 핵심 부품이다.